# Deepsea Challenger
Il Deepsea Challenger (anche noto con la sigla DCV 1) è un batiscafo costruito specificamente per raggiungere il fondo del Challenger Deep, il punto più profondo della Terra. Tale obiettivo fu conseguito il 26 marzo 2012 dal regista James Cameron, che lo pilotò in solitaria, raggiungendo il fondale in 2 ore e 37 minuti.
Nel 2014 Cameron usò poi il girato della missione per produrre il documentario Deepsea Challenge 3D, per la regia di John Bruno, Ray Quint e Andrew Wight.

## Sviluppo

Disegno schematico del batiscafo

Il Deepsea Challenger è stato progettato e costruito in Australia da una società costituita ad hoc, la Acheron Project Pty Ltd, sotto l'egida della National Geographic Society e del Jet Propulsion Laboratory della NASA, col sostegno economico di Rolex; la direzione dei lavori fu affidata all'ingegnere Ron Allum, storico collaboratore di James Cameron per la parte tecnica di film quali Titanic, Ghosts of the Abyss o Affondate la Bismarck, nei quali aveva escogitato innovativi sistemi di telecomunicazione da usare durante le riprese subacquee.
Dato il particolare uso cui il batiscafo era destinato, Allum impostò il progetto con criteri innovativi: scelse anzitutto di alloggiare tutte le componenti tecniche (motori, batterie ecc...) in una sorta di lungo cilindro collocato sopra la cabina di comando. Esso fu costruito con una speciale schiuma sintetica battezzata Isofloat, concepita espressamente per dissipare l'enorme pressione dell'acqua a 11 km di profondità, grazie alle sue speciali caratteristiche compositive (piccole sfere vitree sospese in una resina epossidica). In virtù di tale scelta costruttiva, il Deepsea Challenger durante l'immersione si disponeva in posizione verticale.
Per le caratteristiche del suddetto materiale resinoso (che costituisce circa il 70% del volume del sommergibile), la parte superiore del Deepsea Challenger non necessitò di montare particolari elementi di irrobustimento; l'elevata galleggiabilità della schiuma permise peraltro di non adottare altre soluzioni, quali erano ad esempio i serbatoi pieni di benzina che tenevano a galla il batiscafo Trieste.
L'unico spazio abitabile del batiscafo era la cabina di comando, tecnicamente una batisfera predisposta per accogliere a bordo il solo pilota. La sfera, posta come detto alla base del sommergibile e ugualmente ingabbiata in un guscio di resina, aveva un diametro di 1,1 m e le sue pareti metalliche erano spesse 64 mm. Essa fu testata dentro un recipiente in pressione alla Pennsylvania State University, dove fu sottoposta a 114 megapascal (16 500 libbre per pollice quadro): i 22 estensimetri applicati sulla sfera rilevarono che poteva reggere una pressione superiore fino al 140% rispetto a quella che le fu impressa nel test. Lo sviluppo della sfera fu affidato alle aziende australiane Finite Elements (che in generale si occupò della parte strutturale del batiscafo) e Design + Industry (che realizzò l'interno della cabina).
Sempre vicino alla base del batiscafo erano applicate le zavorre, costruite in acciaio per un totale di circa 500 kg, le quali venivano sganciate al momento di riemergere; qualora l'impianto di sgancio si fosse guastato, era presente un sistema di emergenza basato sulla corrosione galvanica, che reagendo con l'acqua marina riusciva comunque a liberare il sommergibile dai pesi, permettendogli la risalita.
Allum realizzò varie altre innovazioni, sempre allo scopo di superare i limiti delle soluzioni tecniche al tempo esistenti in campo sommergibilistico, come ad esempio il bilanciamento idraulico delle eliche mediante olio in pressione, o ancora il potente impianto di luci a LED montato sullo scafo per illuminare l'ambiente circostante (fino a una distanza di 30 m), al pari delle 8 telecamere tridimensionali in alta definizione per le riprese esterne. Di nuova concezione furono anche gli impianti di comunicazione.
L'alimentazione dei motori elettrici era garantita da un pacco di batterie al litio alloggiate nella "torre" sopra la sfera di comando; il sistema di caricamento delle pile fu studiato dallo stesso Allum.
Le oltre 180 apparecchiature montate a bordo erano monitorate da un controllore logico programmabile studiato dall'azienda Opto 22. Durante le immersioni, il sistema registrava profondità, direzione, temperatura, pressione esterna, stato delle batterie e vari altri dati, inviandoli ogni tre minuti al team di controllo missione sulla nave appoggio tramite un sistema a ultrasuoni e idrofoni sviluppato dall'azienda australiana L-3 Nautronix.
Pur avendo dimensioni dieci volte inferiori rispetto al Trieste (unico altro sommergibile con equipaggio ad aver precedentemente raggiunto il fondo della Fossa delle Marianne), il Deepsea Challenger montava a bordo molte più apparecchiature scientifiche e consentiva prestazioni molto superiori. Una volta concluso il progetto, Ron Allum sfruttò l'esperienza acquisita per creare una propria società con la quale portare avanti lo sviluppo di sommergibili innovativi, la Ron Allum Deep Sea Systems Pty Ltd.

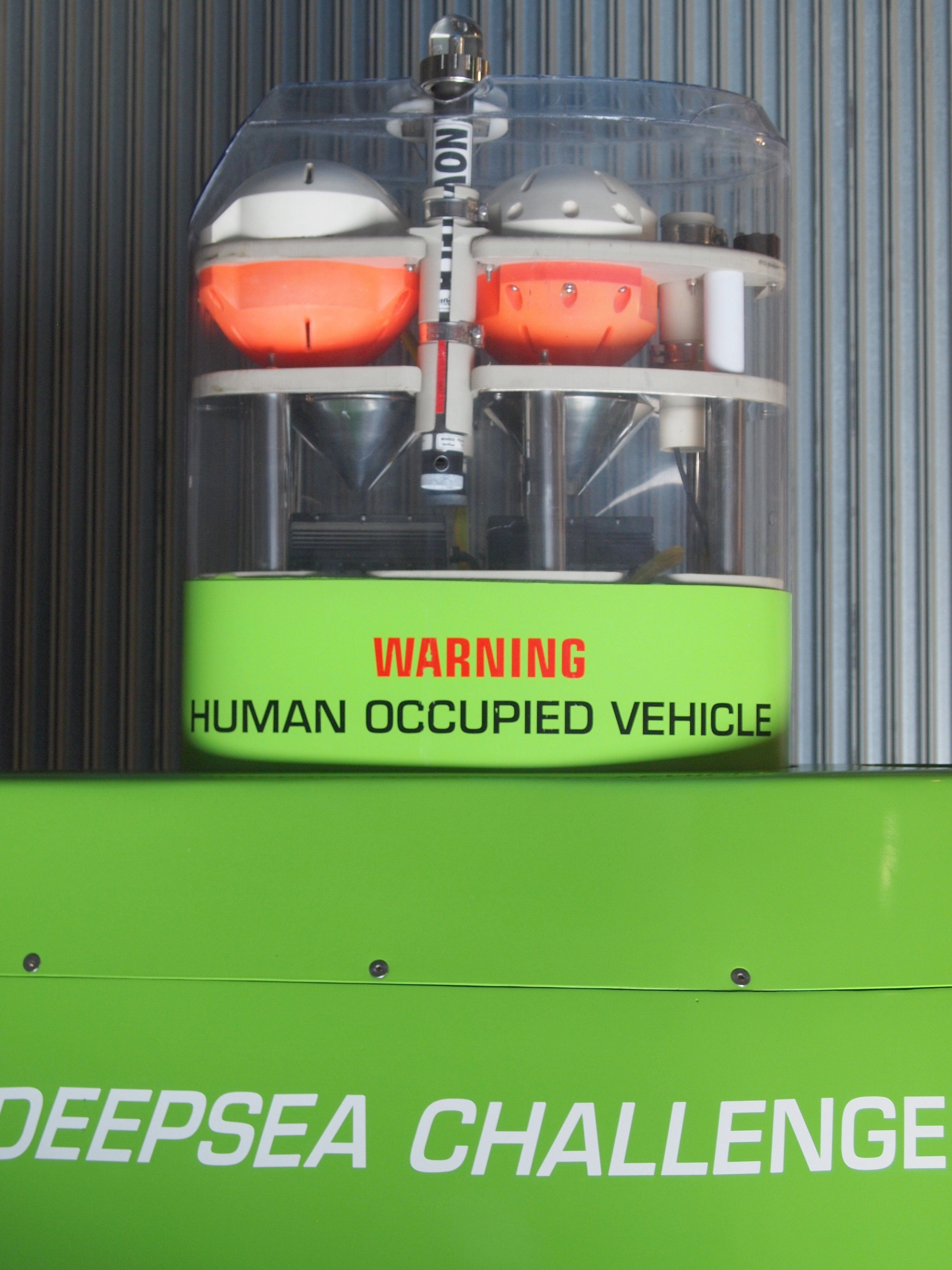
Antenne e trasmettitori, in cima al batiscafo
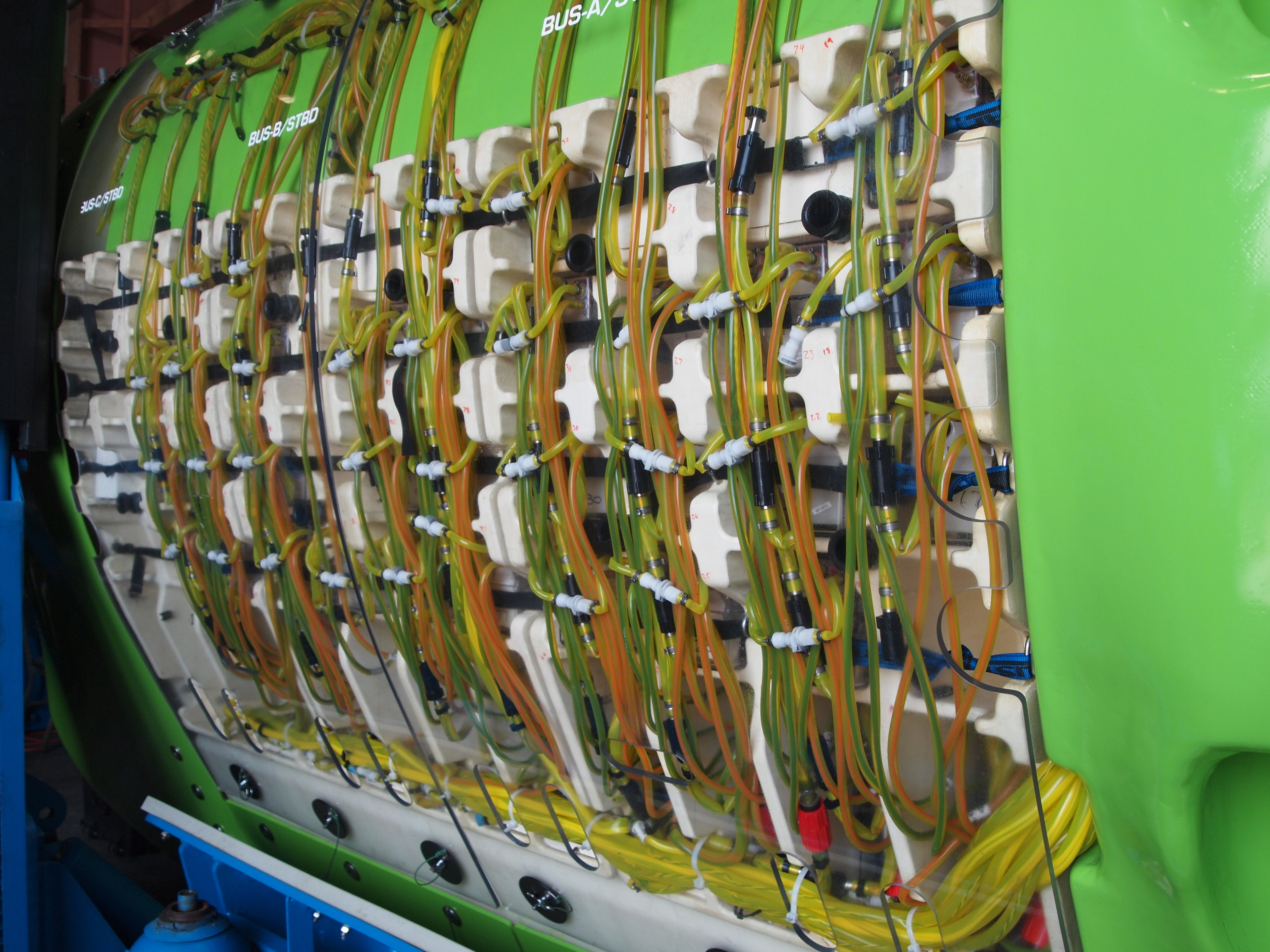
Il blocco delle batterie
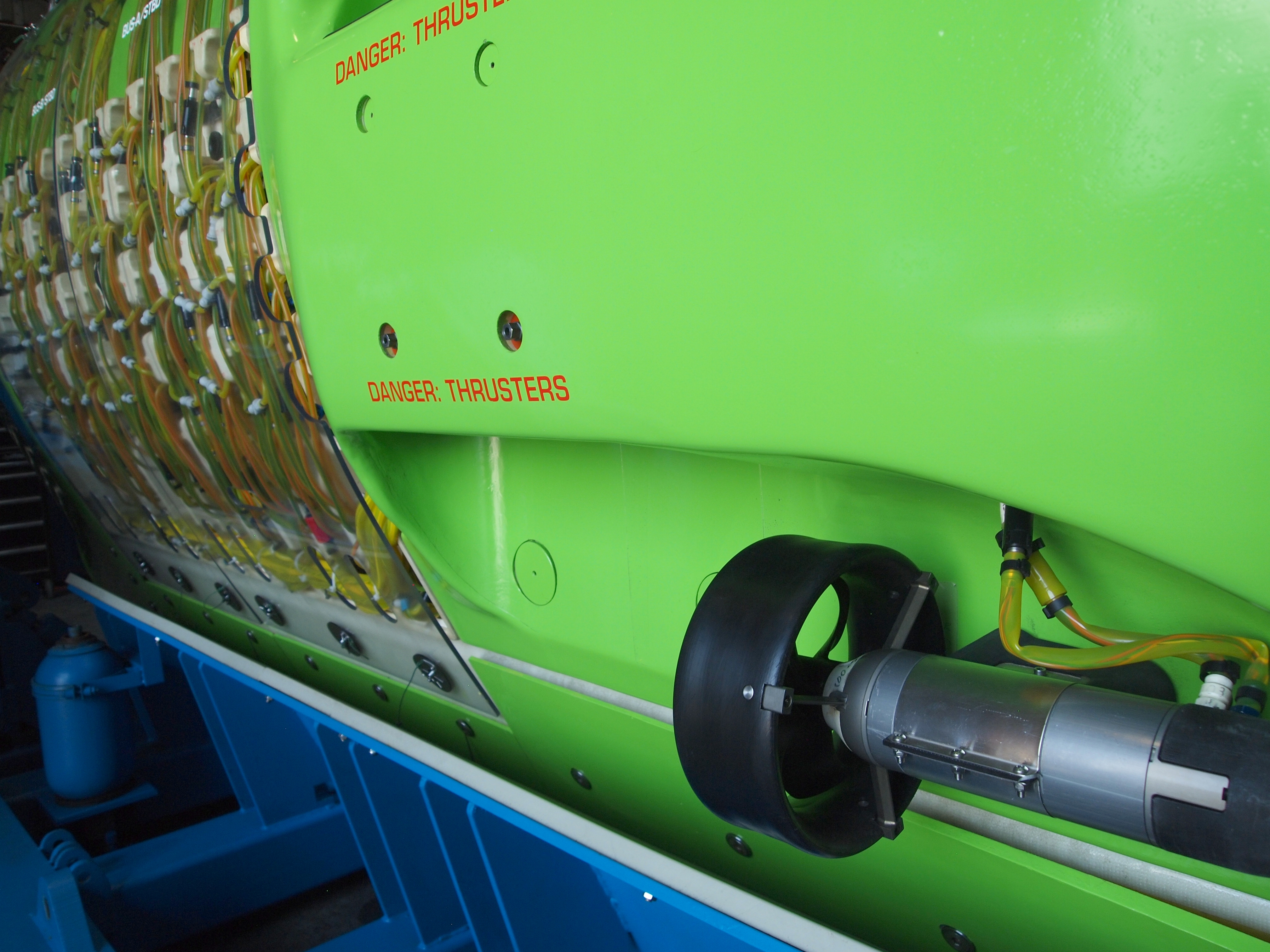
Una delle 12 eliche
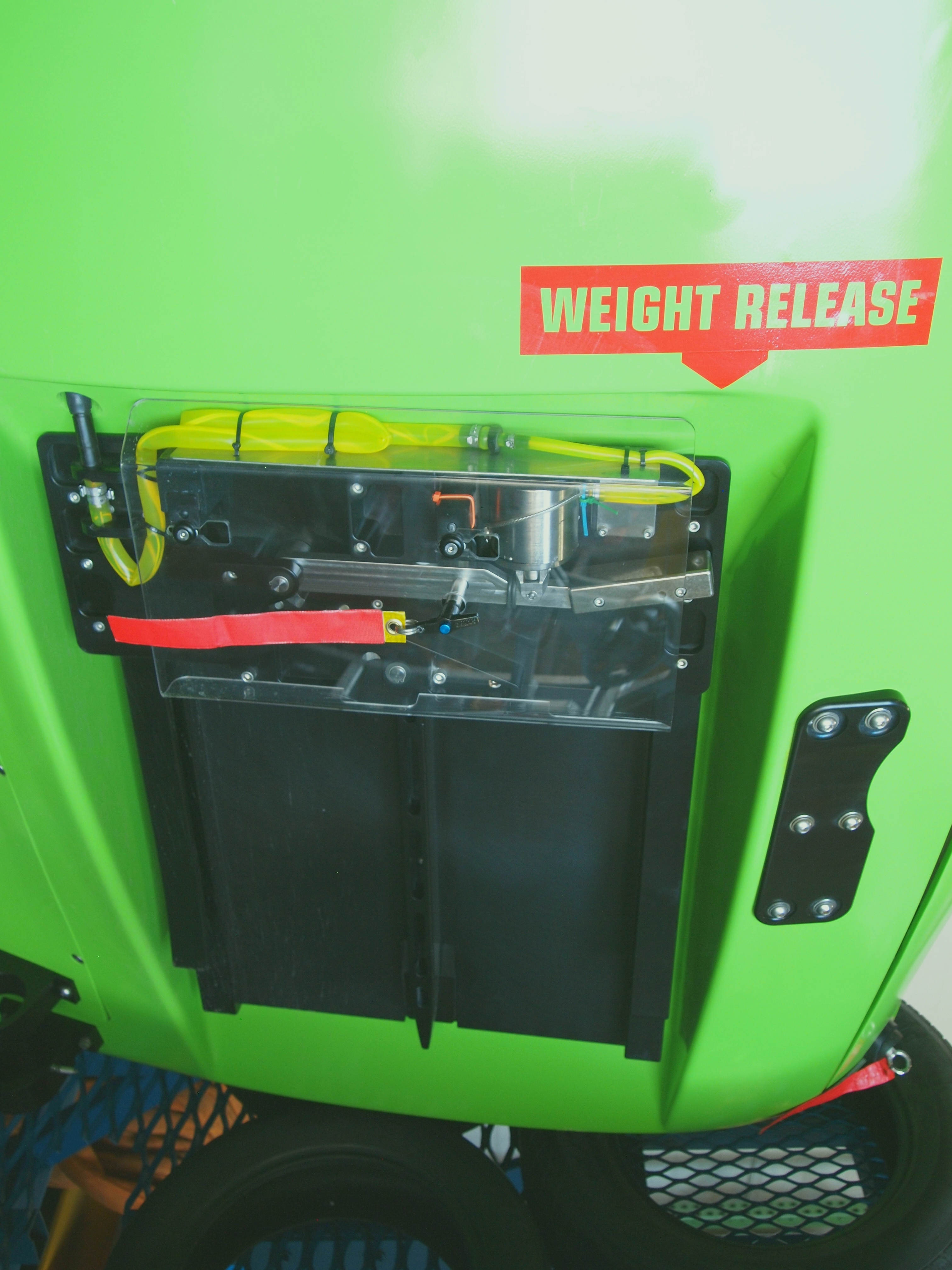
Alloggiamenti delle zavorre
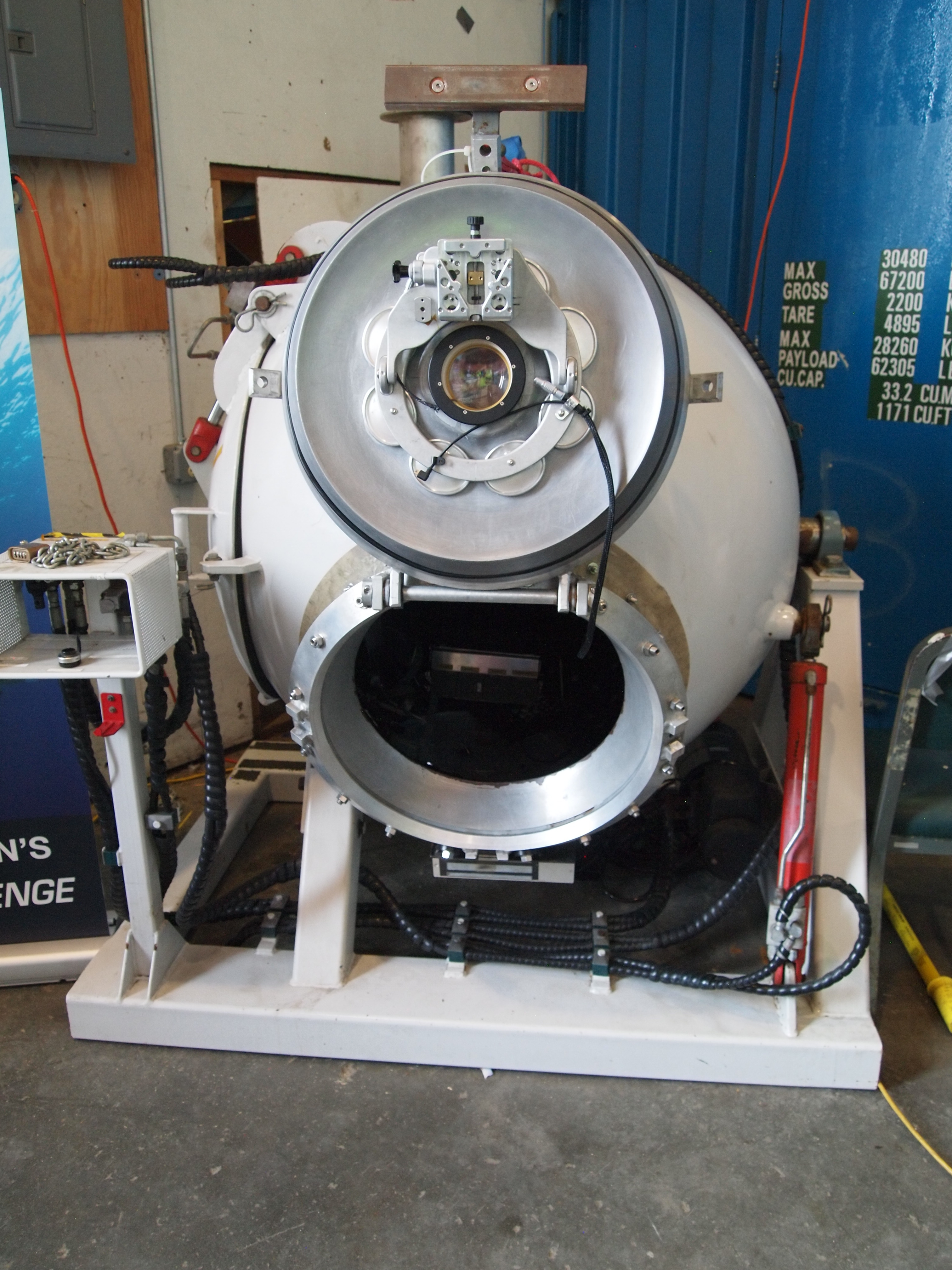
La sfera di comando prima del montaggio
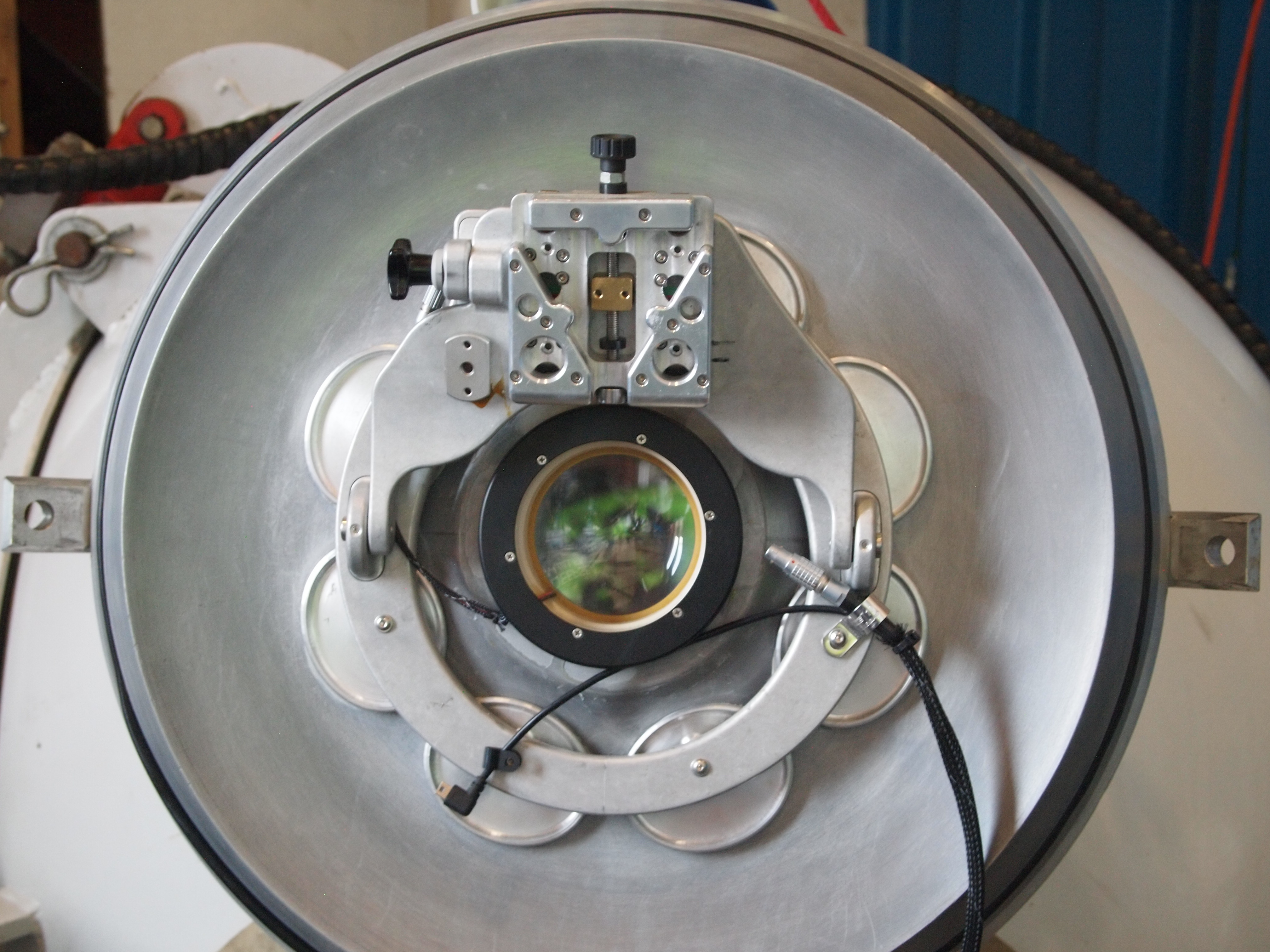
Portello e oblò della sfera di comando
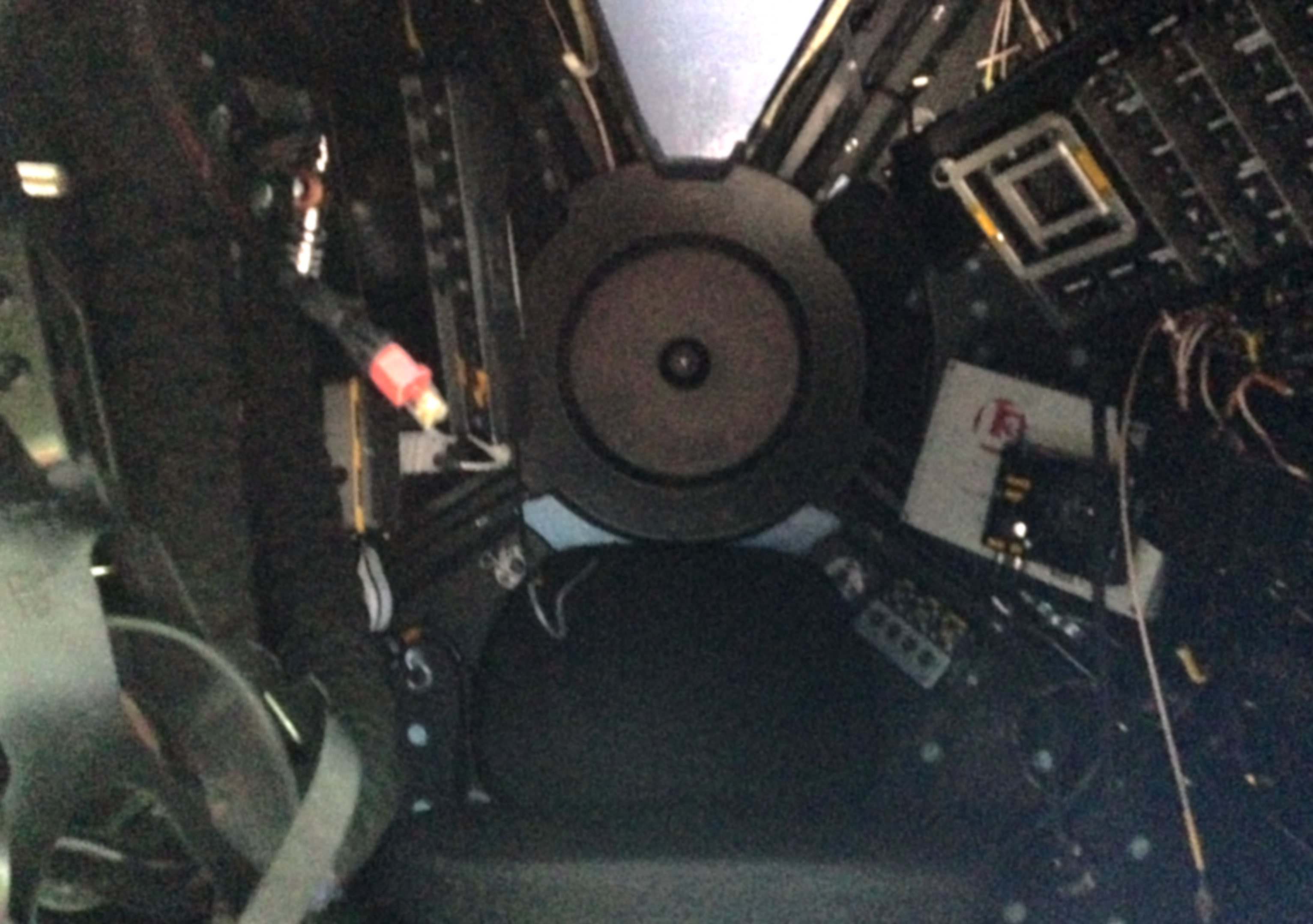
Interno della sfera di comando

## Impiego operativo

### Prime immersioni
I primi test del batiscafo vennero condotti nel gennaio 2012: James Cameron lo portò in immersione per 3 ore poco sotto il pelo dell'acqua all'interno del bacino dei cantieri navali di Sydney. Il successivo 21 febbraio era prevista un'immersione di prova fino a 1 000 m (3 300 ft) di profondità, che fu però cancellata a causa di un'avaria alle telecamere e al sistema di supporto vitale della cabina di comando. Il 23 febbraio Cameron portò il batiscafo a toccare il fondo dell'Oceano Pacifico dinnanzi all'isola di Nuova Britannia, a una profondità di 991 m (3 251 ft); qui avvenne un rendez-vous con un minisommergibile a guida remota, pilotato da una nave appoggio. Il 28 febbraio Cameron pilotò il Deepsea Challenger per sette ore fino a una profondità di 3 700 m (12 100 ft), ove dovette fronteggiare correnti marine inaspettatamente forti e sbalzi di tensione al sistema di alimentazione.
Il 4 marzo 2012 il batiscafo raggiunse i 7 260 m (23 820 ft) di profondità all'interno della fossa di Bougainville; Cameron dovette però rinunciare a toccare il fondo (circa 1000 m più in basso) per un'avaria alle eliche. Qualche giorno dopo, una volta risolto il problema, il regista riuscì a raggiungere gli 8 221 m (26 972 ft) all'interno della stessa fossa: qui osservò, sulla distesa sedimentaria e sulle pareti della fossa, varie forme di vita quali anemoni di mare e meduse.

### Raggiungimento del Challenger Deep
Il 18 marzo 2012, dopo ulteriori test condotti nel mare delle Salomone, il sommergibile fu imbarcato sulla nave appoggio Mermaid Sapphire, all'ancora ad Apra Harbor, sull'isola di Guam, per gli ultimi aggiustamenti. Qualche giorno prima del 24 marzo 2012, un'imbarcazione trasferì il batiscafo presso Ulithi per poi spostarsi sul sito del Challenger Deep, il punto più profondo della Fossa delle Marianne.
La missione decisiva si svolse il 26 marzo 2012: attorno alle 5:15 del mattino UTC+10 il Deepsea Challenger, "lanciato" dalle navi appoggio Mermaid Sapphire e Barakuda, iniziò la propria discesa verso il fondo della Fossa, denominato Challenger Deep. Dopo 2 ore e 37 minuti (la metà del tempo che anni addietro aveva impiegato il Trieste), alle ore 7:52 Cameron annunciò via radio di aver toccato il fondale, a una profondità di 10 908 metri (35 787 ft). Il regista stabilì così il record di essere il primo uomo a raggiungere in solitaria il punto più profondo della terra, che era precedentemente stato visitato da altre tre spedizioni, delle quali solo un'altra (quella del Trieste, nel 1960, che mantenne tuttavia il record assoluto di profondità per pochi metri) aveva uomini a bordo.
Dopo 3 ore trascorse sul fondale (ugualmente un record, che superò ampiamente i 20 minuti di permanenza del Trieste), raccogliendo campioni di terreno, filmando e osservando l'ambiente circostante (a tal riguardo, come già accaduto in occasione della spedizione del Trieste, uno speciale orologio Rolex fu fissato all'esterno del sommergibile e ritrovato perfettamente funzionante al momento della riemersione), Cameron iniziò la risalita; grazie allo sganciamento delle zavorre, essa avvenne a una velocità di 7 nodi (più del doppio di quella operativa del batiscafo, compresa tra 2,5 e 3 nodi) e durò quindi solo 70 minuti.
La missione non fu esente da problemi: era infatti previsto che prima dell'immersione venissero sganciati dei pesi con piccoli radiotrasmettitori, per meglio guidare la discesa, ma il sonar che doveva trovarli sul fondo dell'oceano non funzionò e quindi non si poté usare tale ausilio. Il sistema idraulico del batiscafo ebbe inoltre delle piccole avarie, che ridussero l'efficienza delle attrezzature di campionamento.

Grafico dell'andamento della discesa del batiscafo verso il Challenger Deep, sulla base dei tweet pubblicati da Paul Allen durante l'immersione. Gli orari sono UTC, per cui come data d'inizio della missione è indicato il 25 marzo.[44]
Grafico dell'andamento della risalita del batiscafo dal Challenger Deep, sulla base dei tweet pubblicati da Paul Allen durante l'immersione. Gli orari sono UTC, per cui come data di fine della missione è indicato il 25 marzo.[44]

## Destino finale
Dopo l'immersione da record, il Deepsea Challenger fu donato al Woods Hole Oceanographic Institution, affinché fosse possibile studiare le sue soluzioni tecnologiche, al fine di incorporarne alcune in altri veicoli per far progredire la ricerca sottomarina a grandi profondità. Il 23 luglio 2015 il batiscafo fu imbarcato su un camion per essere riportato in Australia allo scopo di eseguire alcuni test. L'automezzo che lo trasportava tuttavia prese fuoco (probabilmente a causa di un guasto ai freni) mentre era in viaggio attraverso il Connecticut sulla Interstate 95: il Deepsea Challenger fu salvato dalla completa distruzione e riportato a Woods Hole per essere riparato. Ulteriori interventi di riparazione furono condotti in California nel 2016.
Il Deepsea Challenger è stato brevemente esposto al pubblico presso il Natural History Museum of Los Angeles County dal 12 dicembre 2022 al 20 febbraio 2023.